# Classe Natsushima
La Classe Natsushima est une classe de mouilleurs de mines de la Marine impériale japonaise construite entre 1931 et 1934 et ayant servi durant la Seconde Guerre mondiale.

## Service
En 1934, le Natsushima subit une refonte après l'incident avec le torpilleur Tomozuru.
En 1938, les trois mouilleurs de mines participent à la seconde guerre sino-japonaise.
Puis ils opèrent en escorte de convois en mer de Chine orientale et en mer de Java.
Le Natsushima'' est coulé par le sous-marin américain SS-232 USS Halibut  le 22 février 1944, le Nasami est coulé lors d'un raid aérien américain à Rabaul le 1er avril 1944 et le Sarushima à l'Île Chichi le 4 juillet 1944.

## Les unités
- Projet H5 : Plan de réarmement japonais (Maru 1 Programme)

| Nom        | Chantier                         | Quille           | Lancement    | Service           | Fin de carrière          | Photo |
| ---------- | -------------------------------- | ---------------- | ------------ | ----------------- | ------------------------ | ----- |
| Natsushima | Ishikawajima Zōsen Corp. à Tokyo | 24 décembre 1931 | 24 mars 1933 | 31 juillet 1933   | coulé le 22 février 1944 |       |
| Nasami     | Harima Zosen Corp. à Tokyo       | 19 janvier 1933  | 26 mars 1934 | 20 septembre 1934 | coulé le 1er avril 1944  |       |

- Projet H5B : Navire expérimental avec 2 moteurs diesel MAN (pour future Classe Sokuten)

| Nom       | Chantier                               | Quille       | Lancement        | Service         | Fin de carrière         | Photo |
| --------- | -------------------------------------- | ------------ | ---------------- | --------------- | ----------------------- | ----- |
| Sarushima | Mitsubishi Heavy Industries à Yokohama | 28 mars 1933 | 16 décembre 1933 | 20 juillet 1934 | coulé le 4 juillet 1944 |       |